# Marty Davis
Pour les articles homonymes, voir Davis.
Marty Davis, né le 15 novembre 1958 à San José (Californie), est un joueur américain de tennis.
En double, il a été deux fois demi-finaliste à l'Open d'Australie et finaliste au Masters de Rome.

## Carrière
Il joue à Indianapolis en 1978 et à San Francisco en double puis devient professionnel en 1980. Il part en retraite en 1990 en simple et 1991 en double.
Après sa carrière dans le tennis il travaille pour l'ATP et devient entraineur en Californie.
À l'US Open 1981 il bat Brian Teacher alors tête de série no 10. En 1985 il bat à Memphis, Aaron Krickstein no 9 mondial.
Hormis ses titres sur le circuit principal, en 1984 il remporte le tournoi Challenger d'Amarillo.
Il a été demi-finaliste en double à l'Open d'Australie avec Brad Drewett et en mixte avec Marianne van der Torre.

## Palmarès

### Titres en simple messieurs
| No | Date       | Nom et lieu du tournoi                | Catégorie  | Dotation  | Surface         | Finaliste         | Score         |  |
| -- | ---------- | ------------------------------------- | ---------- | --------- | --------------- | ----------------- | ------------- |  |
| 1  | 08-08-1983 | Fazio's Tennis Classic, Cleveland     |            | 25 000 $  | Dur (ext.)      | Matt Mitchell     | 6-3, 6-2      |  |
| 2  | 24-09-1984 | Seiko Super Tennis, Honolulu          | Grand Prix | 100 000 $ | Dur (ext.)      | David Pate        | 6-1, 6-2      |  |
| 3  | 17-06-1985 | Tournoi de tennis de Bristol, Bristol |            | 100 000 $ | Gazon (ext.)    | Glenn Layendecker | 4-6, 6-3, 7-5 |  |
| 4  | 21-10-1985 | Melbourne Indoor, Melbourne           | Grand Prix | 100 000 $ | Moquette (int.) | Paul Annacone     | 6-4, 6-4      |  |

### Finales en simple messieurs
| No | Date       | Nom et lieu du tournoi                       | Catégorie       | Dotation  | Surface    | Vainqueur   | Score         |  |
| -- | ---------- | -------------------------------------------- | --------------- | --------- | ---------- | ----------- | ------------- |  |
| 1  | 06-08-1984 | Society Bank Western Open Champ's, Cleveland |                 | 75 000 $  | Dur (ext.) | Terry Moor  | 3-6, 7-6, 6-2 |  |
| 2  | 04-10-1988 | Queensland Open, Brisbane                    | GP World Series | 165 000 $ | Dur (int.) | Tim Mayotte | 6-4, 6-4      |  |

### Titres en double messieurs
| No | Date       | Nom et lieu du tournoi            | Catégorie       | Dotation  | Surface         | Partenaire   | Finalistes                    | Score         |  |
| -- | ---------- | --------------------------------- | --------------- | --------- | --------------- | ------------ | ----------------------------- | ------------- |  |
| 1  | 23-02-1981 | Mexico City Mexico                | GP World Series | 75 000 $  | Terre (ext.)    | Chris Dunk   | John Alexander Ross Case      | 6-3, 6-4      |  |
| 2  | 07-10-1985 | GWA Mazda Tennis Classic Brisbane | GP World Series | 80 000 $  | Moquette (int.) | Brad Drewett | Bud Schultz Ben Testerman     | 6-2, 6-2      |  |
| 3  | 04-01-1988 | Benson and Hedges Open Auckland   |                 | 93 400 $  | Dur (ext.)      | Tim Pawsat   | Sammy Giammalva Jr Jim Grabb  | 6-3, 3-6, 6-4 |  |
| 4  | 18-09-1989 | Volvo Tennis Los Angeles          |                 | 297 500 $ | Dur (ext.)      | Tim Pawsat   | John Fitzgerald Anders Järryd | 7-5, 7-6      |  |

### Finales en double messieurs
| No | Date       | Nom et lieu du tournoi                      | Catégorie              | Dotation    | Surface         | Vainqueurs                       | Partenaire   | Score          |  |
| -- | ---------- | ------------------------------------------- | ---------------------- | ----------- | --------------- | -------------------------------- | ------------ | -------------- |  |
| 1  | 02-11-1981 | Tournoi de tennis de Hong Kong Hong Kong    |                        | 75 000 $    | Dur (ext.)      | Chris Dunk Chris Mayotte         | Brad Drewett | 6-4, 7-6       |  |
| 2  | 20-09-1982 | Transamerica Open San Francisco             |                        | 200 000 $   | Moquette (int.) | Fritz Buehning Brian Teacher     | Chris Dunk   | 65-7, 6-2, 7-5 |  |
| 3  | 06-08-1984 | Society Bank Western Open Champ's Cleveland |                        | 75 000 $    | Dur (ext.)      | Francisco González Matt Mitchell | Chris Dunk   | 7-6, 7-5       |  |
| 4  | 26-10-1987 | Tournoi de tennis de Hong Kong Hong Kong    |                        | 200 000 $   | Dur (ext.)      | Mark Kratzmann Jim Pugh          | Brad Drewett | 6-7, 6-4, 6-2  |  |
| 5  | 13-06-1988 | Tournoi de tennis de Bristol Bristol        |                        | 93 400 $    | Gazon (ext.)    | Peter Doohan Laurie Warder       | Tim Pawsat   | 2-6, 6-4, 7-5  |  |
| 6  | 10-10-1988 | Swan Premium Indoor Open Sydney             |                        | 372 500 $   | Dur (int.)      | Darren Cahill John Fitzgerald    | Brad Drewett | 6-3, 6-2       |  |
| 7  | 07-11-1988 | Benson & Hedges Tournament Wembley          | Grand Prix             | 335 000 $   | Moquette (int.) | Ken Flach Robert Seguso          | Brad Drewett | 7-5, 6-2       |  |
| 8  | 14-05-1990 | Italian Open Rome                           | Championship Series SW | 1 005 000 $ | Terre (ext.)    | Sergio Casal Emilio Sánchez      | Jim Courier  | 7-6, 7-5       |  |